# 山中友太
山中 友太（やまなか ゆうた、1992年6月20日 -　）は日本の俳優及びダンサー・振付師。東京都新宿区出身。ウィーズカンパニー所属。

## 人物
- 身長169cm 体重56kg
- 特技はダンス、バスケットボール、殺陣、ヨガ

## 略歴
専修大学のダンスサークルでダンスを始める。大学卒業後ダンサーとして活動。
2021年にダンスヴォーカルグループfootloopでオリコンアルバムデイリーラインキング1位獲得
2025年現在は俳優・振付師として主に舞台や映像に出演している。

## 出演

### TV番組
- 「キミスタ」(2018年5月-2018年9月、テレビ東京)[3]
- 「マチコミ」(2018年8月、テレビ埼玉)
- 「シャキット！」(2018年8月、千葉テレビ)
- 「バカリズムの30分ワンカット紀行」イクスピアリ編(2019年9月、BSテレ東)
- 「まもなく紅白！今年もすごいぞスペシャル」(2019年12月、NHK)
- 「ミュージックトラベラー」〜青春の軌跡〜(2021年1月、千葉テレビ)[4]

### ドラマ
- ドラマプレミア23「Qrosの女」第7話(2024年11月、テレビ東京) 若者役
- 「いつか、ヒーロー」第2話 (2025年4月、テレビ朝日) トリプルマスク役

### 舞台
- ミュージカル「モンブラン」(2022年7月、CBGK!!シブゲキ) スフレ役
- Blue Fairy公演「Makana Aloha〜星の贈り物〜」(2022年10月、座•高円寺2)  主演 Hoku役[5]
- 「25Magic」演出 野口大輔(2022年12月、三越劇場)  渡部大樹役
- 「アヤしい隣人」演出 鄭光誠(2023年1月、シアター風姿花伝)  福原修二役[6]
- 舞台「CHICACO 2023」(2023年4月-5月、中目黒キンケロシアター、ラゾーナ川崎プラザソル、一心寺シアター倶楽) 榊原慎吾役
- ミュージカル「卓球★ウォーズ2023」(2023年7月、浅草花劇場) 盲目のマサオ 役[7]
- 「嘘つき歌姫」えのもとぐりむ脚本(2023年11月、ウエストエンドスタジオ) 三鷹ライアー役
- 舞台「The Great Gatsby 2023」(2023年11月、近鉄アート館、三越劇場) 執事ハーツォグ役
- 2.5次元ダンスライブS.Q.S. ep10「月野奇譚 太極伝奇-干戈騒乱」(2024年1月、草月ホール)ダンサー・アンサンブル
- 「ずっと空いてる.com」(2024年2月、アトリエファンファーレ) 橘司役
- 「FAMILY TREE FUNK!!!」/演出:ウチクリ内倉(2024年5月、浅草九劇) 弥助役
- おぶちゃノンバーバルダンス舞台「ナナナナ〜七夕の夜に〜」(2024年7月、六行会ホール) ユウイチ役[8]
- 少年komplex PARALLEL STARS vol.0「Gemeni's dream」(2025年3月、せんがわ劇場) サジテリアス役[9]
- 朗読劇「100年越しの初恋」(2025年5月、溝の口劇場) 第三話 主人公 金井役[10]

### ダンス・振付
- 関東大手テーマパークダンサー(2015年-2017年)
- 「ミュージャック」(2015年、関西テレビ)
- ドラマW「ビート」(2015年)
- 東京スカイツリー「Wipe up!」(2016年)
- 「ODORIGOKORO」ゲストダンサー(2016年)
- mimic tokyoダンサー(2017年)
- 「mysta festa」vol.1-3 優勝(2018年)[11]
- 「Super! C CHANNEL 2018」ダンスコンテスト優勝(2018年)[12]
- Legend Tokyo ゲスト出演(2018年)
- 50TA バックダンサー(2017年、2018年)
- A-JAX バックダンサー(2019年)
- 細川たかし バックダンサー(2019年)
- エリックフクサキ バックダンサー(2018年-2019年)
- 杜このみ バックダンサー(2019年)
- 「World Wide」opening  act(2019年)
- 「ロンドンハーツ 50TA vs 50PA」振付(2020年、テレビ朝日)
- 舞台「25Magic」振付(2022年12月、三越劇場)
- 舞台「CHICACO 2023」振付(2023年4月-5月)
- 元・超新星ソンモ バックダンサー(2023年9月、12月)
- 「50TA 15周年記念 これで見納め？完全燃焼ライブ」振付(2024年7月、EXシアター)
- 「50TA 15周年記念 モンスターバッシュ」(2024年8月、香川県国営讃岐まんのう公園)
- 舞台「CHICACO 2025」振付(2025年2月、キンケロシアター)
- 「50TA 15周年ファイナル これでホントに見納め？in横浜アリーナ」振付(2025年3月、横浜アリーナ)